# Camponotus lignitus
Camponotus lignitus är en myrart som först beskrevs av Ernst Friedrich Germar 1837.  Camponotus lignitus ingår i släktet hästmyror, och familjen myror. Inga underarter finns listade.